# Babinac (Velika Pisanica)
Babinac is een plaats in de gemeente Velika Pisanica in de Kroatische provincie Bjelovar-Bilogora. De plaats telt 399 inwoners (2001).